# George Tipton
George Aliceson Tipton (23 de gener de 1932 – 12 de febrer de 2016) fou un compositor, arranjador i director d'orquestra estatunidenc, molt conegut pel seu treball a la televisió i per les seves col·laboracions amb el cantautor Harry Nilsson.
Entre els treballs de Tipton es troben els temes per als programes de televisió Soap i el seu spinoff Benson, It's a Living, I'm a Big Girl Now i Empty Nest, a més de música incidental per a nombrosos programes, inclosos The Courtship of Eddie's Father, Soap, Mulligan's Stew, The Love Boat, Heartland, The Golden Girls i The Golden Palace. També va escriure la partitura per a la pel·lícula Badlands (1973), i per a les pel·lícules de televisió Home for the Holidays (1972), The Affair (1973), The Stranger Who Looks Like Me (1974), The gun and the Pulpit (1974), Hit Lady (1974), Red Alert (1977), The Gift (1979) i Gidget's Summer Reunion (1985).
Entre els seus crèdits d'arranjament i direcció, destaquen nombrosos èxits de Jan and Dean, The Sunshine Company i la exitosa versió de Light My Fire de The Doors, de José Feliciano. Va ser un dels principals arranjadors dels àlbums de Leonard Nimoy a finals dels anys seixanta. Tipton és possiblement més conegut en el camp del pop-rock per la seva tasca com a arreglista en singles i àlbums enregistrats pel cantautor Harry Nilsson durant la fase més productiva de la seva carrera a la dècada de 1960 i a la dècada de 1970. Es van trobar cap a 1964 a través de l'editor musical Perry Botkin, Jr., on Tipton va treballar com a copista i la seva col·laboració va començar quan Tipton va utilitzar els estalvis de la seva vida (2.500 dòlars) per organitzar i gravar quatre temes de Nilsson que van vendre a Tower, una subetiqueta de Capitol Records; posteriorment, aquestes pistes es van incloure al disc LP Spotlight on Nilsson. Tipton va organitzar els aclamats àlbums de Nilsson per a RCA Records (1967–71), així com el seu clàssic Everybody's Talkin (que va guanyar un Premi Grammy), la banda sonora de Skidoo i la música de Nilsson per a la sèrie de televisió The Courtship of Eddie’s Father i la pel·lícula animada The Point!. El 1970 Tipton va gravar un (ara rar) LP d'interpretacions instrumentals de la música de Nilsson, Nilsson by Tipton (Warner Bros. Records, 1970) que va contenir il·lustracions de portada a càrrec de Dean Torrence.
Tipton va morir el 2016 als 84 anys.